# Karin Franz Körlof
Karin Franz Körlof, ursprungligen Fransén Körlof, född 18 april 1986 i Ytterby församling i Göteborgs och Bohus län, är en svensk skådespelare, dramatiker och regissör.

## Biografi
Karin Franz Körlof är dotter till Anders Körlof och Anica Fransén samt sondotter till juristen Voldmar Körlof. Hon växte upp i området Ytterby i Kungälv och kom i kontakt med skådespeleriet när hon vid 14 års ålder fick en av huvudrollerna i anti-drogfilmen Brandstegen. Åren 2002–2005 gick hon linjen för teater och filmproduktion vid Ale gymnasium. Hon fortsatte sedan med en grundutbildning (HNC) inom skådespeleri och teaterkunskap vid Dundee and Angus College, The Space, i Skottland 2005–2007, där hon bland annat spelade i klassiker som Shakespeares As You Like It (Rosalind) och Oscar Wildes The Importance of Being Ernest (Lady Bracknell). Hon medverkade även i kortfilmen Slutet av Patrick Bullet, inspelad i Göteborg. 2009–10 läste hon teatervetenskap vid Stockholms universitet, följt av skådespelarutbildningen vid Stockholms dramatiska högskola 2012–2015.

### Teater
Hon har spelat i flera olika slags teaterproduktioner som till exempel engelskspråkig komedi, The Blue Koala, på Boulevardteatern (2008), improvisationsteater på TP-teatern, Den dramatiska kommitténs En plats för betraktande (Teaterfestivalen 5×Nytt, 2010), turnerande familjeproduktionen Trollsommar (2011), Skyddat bo på Teater Giljotin (2011) och dramatiseringen av Candide med Bombina Bombast på Södra teatern (2012).
Hösten 2010 debuterade hon som dramatiker med dokumentärteater-produktionen Den metafysiska komedin på Kulturstudion i Stockholm. Hösten 2014 skrev hon och spelade i monologen Barbienazisten, bland annat på Unga Klara, om kvinnor inom högerextrema rörelser.

### Film och TV
Hon har medverkat i ett flertal filmer och tv-produktioner, däribland ledande roller i SVT-serien Blå ögon (2014) och Lydia i Pernilla Augusts filmatisering av Hjalmar Söderbergs klassiker Den allvarsamma leken. Hon har även skrivit och regisserat ett flertal kortfilmer, såsom Me and My Me & My (2012) och Merum Imperium (2013), som bland annat tilldelades ett flertal priser vid Sveriges Kortfilmfestival 2014 .

## Privat
Karin Franz Körlof är sambo med skådespelaren Shanti Roney. Paret har tillsammans en dotter, född 2022.

## Priser och utmärkelser
Inför Stockholms filmfestival nominerades hon till utmärkelsen som "Rising Star" 2016 och inför Berlinale 2017 utsågs hon av European Film Promotion till hederstiteln som en av Europas "Shooting Stars", en av de mest lovande europeiska unga skådespelarna. Inför Guldbaggegalan 2024 nominerades Körlof till en guldbagge i kategorin Bästa kvinnliga huvudroll för sin insats i En dag kommer allt det här bli ditt.

## Filmografi
- 2000 – Brandstegen
- 2011 – Kronjuvelerna[12]
- 2012 – Det hände i Sköndal
- 2012 – Me and My Me & My (kortfilm; manus, regi)
- 2013 – Wallander – Sveket
- 2013 – Mig äger ingen
- 2013 – Merum Imperium (kortfilm; manus, regi)
- 2014–2015 – Blå ögon (TV-serie)
- 2014 – Pom-pom (kortfilm; manus, regi)
- 2016 – Den allvarsamma leken
- 2017 – The Wife[13]
- 2017–2019 – Vår tid är nu (TV-serie)
- 2018 – Gråzon (TV-serie)
- 2018 – Trädgårdsgatan
- 2019 – Kurs i självutplåning (TV-serie)
- 2020 – Ett akademiskt krig
- 2020 – Måste gitt (TV-serie)
- 2021 – Huss (TV-serie)
- 2023 – En dag kommer allt det här bli ditt

## Teater

### Roller (ej komplett)
| År   | Roll                                   | Produktion                                      | Regi                  | Teater                      |
| ---- | -------------------------------------- | ----------------------------------------------- | --------------------- | --------------------------- |
| 2015 | Julia                                  | 1984 George Orwell                              | Sara Giese            | Riksteatern/ Östgötateatern |
| 2018 | Häxa #1 Sjukskötare Groda Köksmästaren | Häxorna (The Witches) Roald Dahl                | Alexander Mørk-Eidem  | Dramaten                    |
| 2018 | Mary Page Roberta Marlowe              | Mary Page Marlowe Tracy Letts                   | Alexander Mørk-Eidem  | Dramaten                    |
| 2019 | Ofelia                                 | Hamlet William Shakespeare                      | Sofia Jupither        | Dramaten                    |
| 2019 | Abigail Williams                       | Häxjakten (The Crucible) Arthur Miller          | Alexander Mørk-Eidem  | Kulturhuset Stadsteatern    |
| 2020 | Ylva m.fl.                             | Röde Orm Frans G. Bengtsson                     | Alexander Mørk-Eidem  | Dramaten                    |
| 2020 | Marta                                  | Berusade (Пьяные, P'yanyye) Ivan Vyrypaev       | Tobias Theorell       | Dramaten                    |
| 2021 | Alkestis 1                             | Alkestis (Ἄλκηστις, Alkēstis) Euripides         | Elli Papakonstantinou | Dramaten                    |
| 2022 | Nastia                                 | Natthärbärget (На дне, Na dne) Maksim Gorkij    | János Szász           | Dramaten                    |
| 2023 | Asta                                   | Lille Eyolf Henrik Ibsen                        | Stefan Larsson        | Dramaten                    |
| 2024 | Regan, Lears dotter                    | Kung Lear (King Lear) William Shakespeare       | Falk Richter          | Dramaten                    |
| 2024 | Rose                                   | Vredens druvor (Grapes of Wrath) John Steinbeck | Mina Salehpour        | Dramaten                    |